# 改良エスペラント
改良エスペラント（かいりょうエスペラント、Reformed Esperanto）、またはエスペラント1894（Esperanto 1894）は、人工言語であるエスペラントから派生した、エスペラント諸語のうちの1つである。元のエスペラントの作成者であるL. L. ザメンホフによって作成された唯一の完全なエスペラント（エスペラントの子孫）であることは注目に値する。ザメンホフは、変化についての議論を避けることを好んだが、他の人が提案した多様な改革に対応するために、財政面を含むかなりの圧力を受けていた。しぶしぶ彼は改革の方言を自分で発表することに決め、改革が最終的に合意されるかどうかにかかわらず、コミュニティの指導を続けることを約束した。
ザメンホフは当初彼の改革を6年以上の実践的な経験に照らして言語を再現するための体系的な試みと呼んだが、当時のエスペラントコミュニティはそれを全体としてほとんど受け入れなかった。過半数がすべての変更を拒否することに投票した。ザメンホフ自身は後にプロジェクト全体を拒否し、1894年を「無駄な年」と呼んだ。1907年に彼は提案された改革を再発表したい人への許可を明確に拒否した。1929年、ヨハネス・ディエッテレはこの拒否を、ザメンホフの全作品、Originala Verkaroの彼のコレクションから改革プロジェクトの詳細を省略した理由として引用した。
複数形の -oj を -i に置き換える、分音記号や形容詞の一致を削除するなど、1894年に提案されたいくつかの改革は、1907年に始まる言語改革プロジェクトイド語で使用されたが、これらはエスペラントコミュニティでは受け入れられなかった。1905年にザメンホフのFundamento de Esperantoが出版されて以来、ほとんど変化はない。

## 主な変更案
1. アクセント付きの文字は、ほとんどの音とともに削除される。
2. 「c」は変更前の「ŝ」のように発音される。「z」は変更前の「c」、つまり/ts/である。
3. 文字「ĝ」と「ĵ」は通常、それぞれ「g」と「j」に置き換えられる。
4. 定冠詞は削除される。
5. 対格は主格と同じ形式であり、明確にするために位置に依存する。
6. 複数形名詞は、「-j」を追加する代わりに、「-o」を「-i」に置き換える。
7. 形容詞と副詞の両方とも、末尾が「-e」で、不変であり、明確にするために位置に依存する。
8. 分詞の数は6から2に減少する。
9. 相関詞の表は、ロマンス語から取られた単語または句に置き換えられる。
10. 語幹は、新しいアルファベットを反映するように変更される。
11. ラテン語やロマンスの言語に由来しない言語の語幹は、そのようなものに置き換えられる。

## アルファベット
| No.      | 1 | 2 | ３ | 4 | 5 | 6 | 8 | 8 | 9 | 10 | 11 | 12 | 13 | 14 | 15 | 16 | 17 | 18 | 19 | 20 | 21 | 22 |
| -------- | - | - | -- | - | - | - | - | - | - | -- | -- | -- | -- | -- | -- | -- | -- | -- | -- | -- | -- | -- |
| 大文字   | A | B | C  | D | E | F | G | H | I | J  | K  | L  | M  | N  | O  | P  | R  | S  | T  | U  | V  | Z  |
| 小文字   | a | b | c  | d | e | f | g | h | i | j  | k  | l  | m  | n  | o  | p  | r  | s  | t  | u  | v  | z  |
| IPA 音素 | a | b | ʃ  | d | e | f | ɡ | h | i | j  | k  | l  | m  | n  | o  | p  | r  | s  | t  | u  | v  | t͡s |

## 比較用サンプル
比較のための、いくつかの改良バージョンと標準のエスペラントでの『主の祈り』: 
| 標準エスペラント（ザメンホフ訳）          | 改良エスペラント（1894年2月、ザメンホフ訳） | 改良エスペラント（語幹の修正あり、ザメンホフ訳） | Ido                                      |
| ----------------------------------------- | ------------------------------------------- | ------------------------------------------------ | ---------------------------------------- |
| Patro nia, kiu estas en la ĉielo,         | Patro nue, kvu esten in cielo,              | Patro nose, kvu esten in cielo,                  | Patro nia, qua esas en la cielo,         |
| sankta estu Via nomo,                     | sankte estan tue nomo,                      | Sankte estan tue nomo.                           | tua nomo santigesez;                     |
| venu reĝeco Via,                          | venan regito tue,                           | Venan reksito tue,                               | tua regno advenez;                       |
| estu volo Via,                            | estan volo tue,                             | estan vulo tue,                                  | tua volo facesez                         |
| kiel en la ĉielo, tiel ankaŭ sur la tero. | kom in cielo, sik anku sur tero.            | kom in cielo, sik anku sur tero.                 | quale en la cielo tale anke sur la tero. |
| Panon nian ĉiutagan donu al ni hodiaŭ     | Pano nue omnedie donan al nu hodiu          | Pano nose omnudie donan al nos hodiu             | Donez a ni cadie l'omnadia pano,         |
| kaj pardonu al ni ŝuldojn niajn           | e pardonan al nu debi nue,                  | e pardonan al nos debi nose,                     | e pardonez a ni nia ofensi,              |
| kiel ni ankaŭ pardonas al niaj ŝuldantoj; | kom nu anku pardonen al nue debenti;        | kom nos anku pardonen al nose debenti;           | quale anke ni pardonas a nia ofensanti,  |
| ne konduku nin en tenton,                 | ne kondukan nu in tento,                    | ne kondukan nos versu tento,                     | e ne duktez ni aden la tento,            |
| sed liberigu nin de la malvera,           | sed liberigan nu de malbono.                | sed liberigan nos de malbono.                    | ma liberigez ni del malajo.              |